# Дивертор

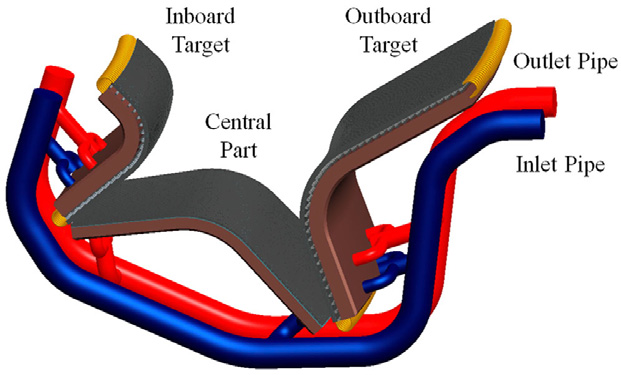
K-DEMO дивертор

Дивертор — назва ряду технічних пристроїв. Загальне значення терміна — направляючий лист, напрямна (відхиляє) перегородка, відвідний пристрій, відхилювач.

## Приклади
В ядерній фізиці дивертор — спеціальний пристрій в термоядерному реакторі типів токамак або стеларатор, що служить для видалення зовнішніх шарів плазмового шнура. Частина частинок зі стінок вакуумної камери неминуче потрапляють в шнур. Це небажано з двох причин:
1. Плазма охолоджується за рахунок випромінювання домішок.
2. Стінка реактора перегрівається за рахунок додаткового випромінювання.

Завдяки дивертору ці домішки видаляються з периферії плазми. Вони не встигають проникнути в центр плазмового шнура і охолодити його. Однак використання дивертора пов'язано з великими технологічними труднощами.
Матеріал пластин дивертора не повинен легко розпорошуватися, щоб не забруднити плазму.

## Інтернет-ресурси
https://commons.wikimedia.org/wiki/Category:Divertors?uselang=it
- Limiters [Архівовано 10 січня 2017 у Wayback Machine.]
- Divertors [Архівовано 10 січня 2017 у Wayback Machine.]
- Forschung am Institut für Energieforschung Jülich  [Архівовано 3 лютого 2011 у Wayback Machine.]
- Max-Planck-Institut für Plasmaphysik  [Архівовано 26 листопада 2009 у Wayback Machine.]
- Programm Kernfusion am Karlsruher Institut für Technologie (KIT) [Архівовано 18 квітня 2022 у Wayback Machine.]
- Deutsche Physikalische Gesellschaft e. V., Bundesministerium für Bildung und Forschung [Архівовано 26 листопада 2011 у Wayback Machine.]
- Japanische Fusionsforschung (engl.) [Архівовано 16 вересня 2008 у Wayback Machine.]